# Marey-sur-Tille
Marey-sur-Tille település Franciaországban, Côte-d’Or megyében. Lakosainak száma 330 fő (2022. január 1.). Marey-sur-Tille Cussey-les-Forges, Is-sur-Tille, Saulx-le-Duc, Selongey, Villey-sur-Tille, Avelanges, Avot és Foncegrive községekkel határos.

## Népesség
A település népességének változása:
| Lakosok száma | 274  | 310  | 337  | 328  | 321  | 324  | 323  | 325  | 326  | 330  |
|               | 1968 | 1982 | 1990 | 2006 | 2013 | 2015 | 2017 | 2019 | 2020 | 2022 |